# المرشحون الأمريكيون الأفارقة لمنصب رئيس الولايات المتحدة

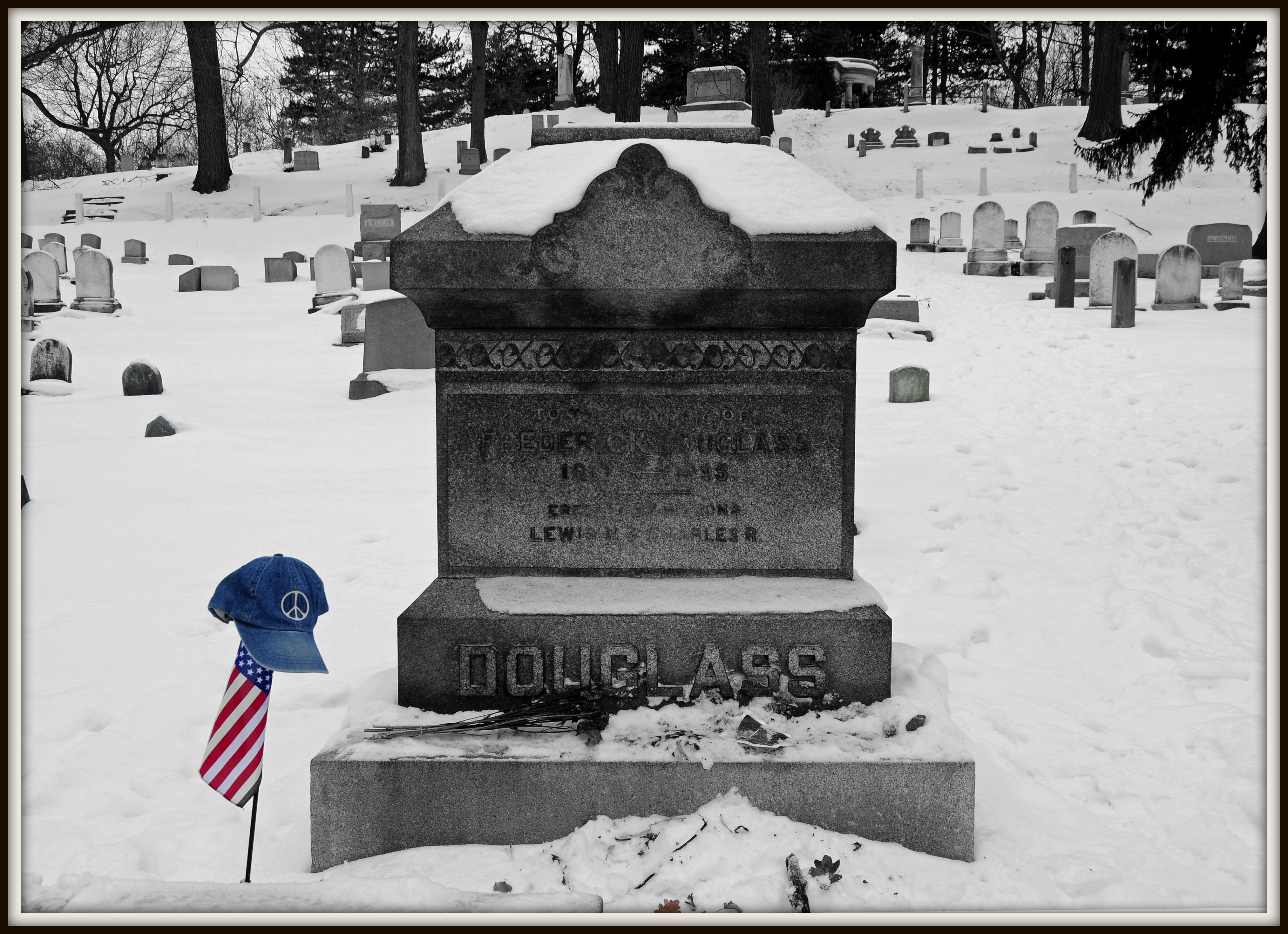

موضوع هذا المقال هو المرشحون الأمريكيون الأفارقة لمنصب رئيس الولايات المتحدة. لا يشمل المقال سوى المرشحين من الأحزاب الرئيسية (بما في ذلك مرشح ترك أحد الأحزاب الرئيسية لفترة وجيزة لخوض الانتخابات). في 4 نوفمبر 2008، في الولايات المتحدة الأمريكية آنذاك، انتُخب عضو مجلس الشيوخ باراك أوباما رئيسًا للولايات المتحدة. باراك أوباما هو أول أمريكي أفريقي يفوز في انتخابات رئاسية وأول أمريكي أفريقي يتولى رئاسة الولايات المتحدة.

## القرن التاسع عشر

### فريدريك دوغلاس
دُعي فردريك دوغلاس إلى إلقاء كلمة في المؤتمر الوطني الجمهوري لعام 1888. بعد ذلك، وخلال التصويت بنداء الأسماء، حصل على صوت واحد، لذلك كان اسميًا مرشحًا للرئاسة. في تلك السنوات، أُختير المرشحون لمنصب نائب الرئيس من جانب ممثلي الولايات المصوتين في مؤتمر الترشيح. اتخذت الدولة وزعماء الحزب العديد من القرارات من خلال مفاوضات «خلف أبواب مغلقة». لم يكن دوغلاس مرشحًا فعليًا حسب المصطلحات المعاصرة.

## القرن العشرين

### جورج إدوين تايلور
في عام 1904، كان جورج إدوين تايلور رئيس الرابطة الوطنية الديمقراطية للزنوج. كان الديمقراطيون الجنوبيون يسنون قوانين تحرم معظم الناخبين السود من حق التصويت ويفرضون الفصل العنصري من خلال قوانين «جيم كرو». تبين أن الديمقراطيين الشماليين غير راغبين وغير قادرين على السيطرة على تجاوزات حزبهم في الجنوب. تمزقت الرابطة الوطنية الديمقراطية للزنوج بفعل المناقشة الدائرة حول قضية ربط عملة الدولة بالفضة أو الذهب. بحلول عام 1904، كان تايلور في وضع يسمح له بالتخلي عن الحزب والمكتب اللذين كان قد تولى رئاستهما لفترتين. لم يكن الوقت مناسبًا ليكون شخص ما ديمقراطيًا أسود البشرة. في ذلك الوقت أيضًا، كان القتل الغوغائي ينتشر شمالًا، وكانت العنصرية العلمية تكتسب قبولًا داخل الأوساط الفكرية والعلمية في الدولة (انظر حضيض العلاقات العرقية الأمريكية).
قرر تايلور التغيير في عام 1904 عندما طلبت منه اللجنة التنفيذية لحزب الزنوج القومي من أجل الحرية المشكل حديثًا أن يرشح نفسه لمنصب رئيس الولايات المتحدة. نشأ هذا الحزب في ليتل روك، أركنساس، في عام 1897 عندما كان يُعرف باسم جمعية مقدمي الملتمسين العبيد السابقين. كانت إحدى الاتحادات أو الجمعيات العديدة التي تشكلت في نهاية القرن لدعم مشاريع القوانين ثم توجه عملها عبر كونغرس الولايات المتحدة لمنح معاشات تقاعدية للعبيد السابقين. زعمت هذه الاتحادات أن العضوية في جمعية ما كانت مطلوبة للحصول على معاش تقاعدي، وذلك في حال موافقة الكونغرس على مشروع ذلك القانون. في عام 1900، أُعيد تنظيم تلك الجمعية لتصبح المجلس الصناعي الوطني، وفي عام 1903 أضافت إلى جدول أعمالها مسائل الإعدام الغوغائي، وقانون جيم كرو، والحرمان من حق التصويت، ومناهضة الإمبريالية، والعنصرية العلمية، ووسعت نطاق جاذبيتها للناخبين السود في الولايات الشمالية والوسطى الغربية. في عام 1904، نقل المجلس مقره إلى شيكاغو، إيلينوي، وأُعيد تنظيمه ليصبح الحزب القومي للزنوج من أجل الحرية المدنية.
انعقد المؤتمر الوطني الأول لذلك الحزب الجديد في سانت لويس، ميزوري، في يوليو 1904، مع خطط لتقديم مرشحين في الولايات التي تضم عددًا كبيرًا من السكان السود. شمل برنامج المؤتمر بنودًا رئيسية تناولت مسائل الحرمان من حق التصويت، وعدم كفاية فرص العمل المتاحة للسود في الجيش الأمريكي، والإمبريالية، والملكية العامة للسكك الحديدية، و«الحكم الذاتي» لمقاطعة كولومبيا (واشنطن العاصمة)، والإعدام خارج نطاق القانون، ومعاشات التقاعد للعبيد السابقين. اختار المؤتمر أيضًا «العقيد» وليام توماس سكوت، من سانت لويس الشرقية، إلينوي، مرشحًا لمنصب رئيس الولايات المتحدة في انتخابات عام 1904، ووليام سي. باين، وهو مدرس غير معروف من وارينتون فرجينيا كنائب للرئيس. باين البالغ من العمر 37 سنة، والذي أسس لاحقًا مدرسة صناعية في بورتوريكو، خدم كمشرف على قمرة قيادة السفينة الحربية الأمريكية يو إس إس ديكسي أثناء الحرب الإسبانية الأمريكية. عندما غادر مندوبو المؤتمر سانت لويس، وعندما اعتُقل سكوت وسُجن لأنه لم يدفع غرامة فُرضت عليه في سنة 1901، انتقلت اللجنة التنفيذية للحزب إلى تايلور (الذي كان قد تنحّى لتوّه عن منصب رئيس الرابطة الوطنية الديمقراطية للزنوج) ليقود لائحة مرشحي الحزب.
لم تنجح حملة تايلور عام 1904. لم يتحقق وعد الحزب بوضع 300 متحدث على قائمة المرشحين لدعم ترشيحه ولم تتحقق خطته لتقديم 6,000 مرشح للمكاتب المحلية. لم تؤيد أي صحيفة الحزب. منعت قوانين الولاية الحزب من إدراج أسماء المرشحين، على نحو رسمي، في بطاقات الاقتراع. لم يكن بالإمكان إضافة اسم تايلور إلى أي بطاقة اقتراع حكومية. لم تُسجل الأصوات التي حصل عليها في سجلات الولاية. قدر وليام سكوت فيما بعد أن الحزب حصل على 65,000 صوت في جميع أنحاء البلاد، وهو الرقم الذي لا يمكن التحقق منه.

### تشانينج إي فيليبس
في المؤتمر الوطني الديمقراطي لعام 1968، رُشح تشانينج إي. فيليبس لمنصب رئيس الولايات المتحدة. وحصل على 67.5 صوتًا.

### شيرلي تشيشولم
في عام 1972، ترشحت شيرلي تشيشولم عن الحزب الديمقراطي وشاركت في الانتخابات الانتخابات التمهيدية للحزب الديمقراطي في العديد من الولايات. خاضت الحملة في 12 ولاية وحصلت على أصوات 28 نائبًا. في الاقتراع الفعلي الذي جرى في المؤتمر الوطني الديمقراطي لعام 1972، حصلت على أصوات إضافية من الديمقراطيين الساخطين وانتهت بحصولها على أصوات 152 نائبًا.

### جيسي جاكسون
في الانتخابات الرئاسية لعام 1984 والانتخابات الرئاسية لعام 1988، كان جيسي جاكسون أول مرشح أسود من حزب الأغلبية يخوض حملات أولية على الصعيد الوطني ويفوز بالانتخابات التمهيدية أو المؤتمرات الحزبية في الولايات. نافس أيضًا كديمقراطي. في سنة 1984، حصل على نحو 3 ملايين صوت في الانتخابات التمهيدية وفي سنة 1988 على نحو 7 ملايين صوت.

### ألان كييس
في عام 1992، حصل ألان كييس على التصويت للترشيح للرئاسة في المؤتمر الوطني الجمهوري ولكنه لم يترشح للرئاسة (كان المرشح الجمهوري لمجلس الشيوخ في ميريلاند في ذلك العام). أصبح أول مرشح أمريكي أفريقي يخوض الانتخابات الرئاسية الجمهورية التمهيدية في عام 1996، ولكنه لم يفز بأي انتخابات أولية أو حزبية لأي ولاية.